# 克里斯蒂安·蔡茨
克里斯蒂安·蔡茨（德語：Christian Zeitz，1980年11月18日—），德国男子手球运动员。他曾代表德国参加2004年和2008年夏季奥林匹克运动会手球比赛，其中2004年奥运会获得一枚银牌。